# Gernot Jurtin
Gernot Jurtin (Scheifling, 9 oktober 1955 – Altenmarkt im Pongau, 5 december 2006) was een profvoetballer uit Oostenrijk, die als aanvaller speelde en het grootste deel van zijn loopbaan uitkwam voor SK Sturm Graz. Hij overleed op 51-jarige leeftijd aan de gevolgen van kanker.

## Interlandcarrière
Onder leiding van bondscoach Karl Stotz maakte Jurtin zijn debuut voor het Oostenrijks voetbalelftal op 13 juni 1979 in de oefenwedstrijd tegen Engeland (4-3) in Wenen. Hij nam met zijn vaderland deel aan het WK voetbal 1982 in Spanje. Jurtin speelde in totaal 12 interlands (één doelpunt) voor zijn vaderland in de periode 1979-1983.